# Французская Ост-Индская компания
Французская Ост-Индская компания (фр. Compagnie des Indes Orientales) — торговая компания, которая координировала французскую торговлю и колонизацию берегов Индийского океана во второй половине XVII и в XVIII веках.

## История
В 1642 году кардинал Ришельё дал разрешение на создание компании Восточных морей, которая должна была заниматься колонизацией Мадагаскара и более мелких островов в округе. Во главе этого предприятия в середине XVII века стоял адмирал Флакур.
Ост-Индская компания была основана в 1664 году министром финансов Жан-Батистом Кольбером на базе компании Восточных морей, компании Мадагаскара и Китайской компании. Руководителем был назначен Франсуа Карон, 30 лет проработавший в Голландской Ост-Индской компании, в том числе 20 лет в Японии.
Колонизацию Мадагаскара пришлось свернуть, зато негоциантам удалось закрепиться на островах поменьше — Бурбон (ныне — Реюньон) и Иль-де-Франс (ныне — Маврикий). В 1719 году по инициативе Джона Ло предприятие было объединено с остальными французскими торговыми компаниями под названием «Индийская компания», но спустя 4 года вновь обрело самостоятельность.
Во второй четверти XVIII века Французская Ост-Индская компания оказалась на острие колонизации Индии, создав на юге Индии ряд факторий, включая Пондичерри и Чанданнагар. Суперинтендантом Чанданнагара, а затем и генерал-губернатором всех французских владений в Индии был Жозеф-Франсуа Дюплекс, который активно вмешивался в политическую жизнь субконтинента, что привело к столкновению (в рамках Семилетней войны) с Британской Ост-Индской компанией, чьи интересы представлял Роберт Клайв. После ряда поражений компанию обвинили в плохой системе управления, чрезмерных долгах и т.д.
В 1769 году она была ликвидирована, имущество компании было передано государству (короне), и она взяла на себя обязательства по погашению соответствующих долгов.
Однако в 1785 году компания была воссоздана, и ей сроком на 7 лет было дано монопольное право торговли на восточном побережье Африки, Мадагаскаре, Мальдивских островах, в Красном море, Индии, Сиаме, Индокитае, Китае и Японии.
В 1794 году революционный Конвент принял решение о ликвидации Ост-Индской компании как пережитка «старого порядка». Хотя ликвидацию должны были курировать государственные чиновники, администрация компании махинациями и взятками добилась передачи ликвидационного процесса в свои руки. Разразился большой скандал, отбросивший тень на Фабра д’Эглантина и ряд других союзников Дантона. Политические противники последнего добились его ареста по обвинению в коррупции и казни.
Отдельные фактории компании — Пондишери и Чанданнагар — оставались под контролем французского правительства до 1949 года. Подробнее о них см. статью Французская Индия.